# Таузар (вилайет)
Тауза́р (Тозёр) (араб. ولاية توزر‎) — вилайет на западе Туниса.
- Административный центр — город Таузар.
- Площадь — 4 719 км², население — 100 300 человек (2007 год).

## География
На северо-востоке граничит с вилайетом Гафса, на юго-востоке с вилайетом Кебили, на западе с Алжиром. На юго-востоке находится пересыхающее озеро Шотт-эль-Джерид.

## Административное деление
Вилайет Таузар делится на 5 округов:
- Дегаш (Degache)
- Хазуа (Hazoua)
- Нефта (Nefta)
- Тамерза (Tameghza)
- Таузар (Tozeur)